# Apatura rossi
Apatura rossi är en fjärilsart som beskrevs av Aigner-abafi 1900. Apatura rossi ingår i släktet Apatura och familjen praktfjärilar. Inga underarter finns listade i Catalogue of Life.